# Leeuwbrug
Leeuwbrug is een wijk van de Belgische gemeente Denderleeuw. De wijk ligt noordelijk ten opzichte van het centrum van Denderleeuw, ervan gescheiden door het station van Denderleeuw en de spoorterreinen.

## Geschiedenis
Het gehucht Leeuwbrug ontwikkelde zich nabij de Dender, net als het centrum van Denderleeuw, op de vallei van de linkeroever. Op de Ferrariskaart uit de jaren 1770 staat het omvangrijke gehucht al weergeven als Leuibrugh, zo'n anderhalve kilometer ten noordwesten van het centrum van Denderleeuw. Net ten westen lag het dorp Welle.
In de Atlas der Buurtwegen uit het midden van de 19de eeuw staat het gehucht als Leeuwbrugge getekend. In 1855 werd ten zuiden van Leeuwbrug de spoorlijn Aalst-Denderleeuw aangelegd, een deel van de lijn Gent-Brussel, en het station Denderleeuw werd opgetrokken tussen Leeuwbrug en het centrum van Denderleeuw. Het gehucht was nu van de dorpscentra van Denderleeuw en Welle gescheiden door de spoorweg. In 1868 kwam er bij Leeuwbrug nog een afsplitsing van de spoorweg naar Kortrijk.
In de jaren 20 en 30 van de 20ste eeuw werd een snelle spoorlijn tussen Gent en Brussel aangelegd. Deze spoorweg werd ten noorden van Leeuwbrug aangelegd, waardoor het gehucht tussen twee spoorlijnen gekneld kwam te liggen. Het gehucht breidde zich verder uit tot een omvangrijke stationswijk, die uiteindelijk het hele gebied tussen de beide spoorlijnen en de Dender besloeg. In het oosten vestigde zich ook industrie.
Leeuwbrug kreeg ook een eigen parochie. In het begin van de 20ste eeuw deed een kerkje bij het pensionaat dienst als parochiekerk. Later werd een nieuwe Sint-Annakerk opgetrokken in de wijk. Nabij Leeuwbrug stond al lang een kapelletje, gewijd aan Sint-Anna, waarvan reeds in 1672 sprake was. Een kruisbeeld, dat hier sinds het midden van de 19de eeuw in een linde naast de kapel hing, werd na het hakken van de linde in 1965 eerst aan de achterkant van de kapel gehangen en verhuisde dan naar de nieuwe Sint-Annakerk.

## Bezienswaardigheden
- de Sint-Annakerk
- ten noorden van Leeuwbrug, aan de overkant van de spoorlijn, ligt tussen de spoorlijn en de Dender het beschermde natuurgebied Wellemeersen.

## Verkeer en vervoer
- het station Denderleeuw bevindt zich bij de wijk Leeuwbrug.

## Nabijgelegen kernen
Teralfene, Denderleeuw, Welle
Deelgemeenten: Denderleeuw · Iddergem · Welle 

Wijken en gehuchten: Hemelrijk · Huissegem · Leeuwbrug

Belgische gemeenten · Arrondissement Aalst · Oost-Vlaanderen · Vlaanderen